# Edrovice
Edrovice (německy Edersdorf) jsou vesnice, která je částí města Rýmařov v okrese Bruntál.

## Historie
Původní ves byla založena před rokem 1563 tehdejším majitelem panství Hanušem Vítem Ederem ze Štiavnice pro místní tkalce. Tkalcovství bylo hlavní obživou obyvatel, v malé míře se zabývali rovněž zemědělstvím. Vesnice se nachází podél toku Podolského potoka mezi Rýmařovem a Janovicemi. Ve dvacátém století splynula s oběma obcemi v jednu souvislou zástavbu. Od roku 1962 jsou Edrovice součástí Rýmařova.

### Vývoj počtu obyvatel
Počet obyvatel Edrovic podle sčítání nebo jiných úředních záznamů:
| Rok            | 1869 | 1880 | 1890 | 1900 | 1910 | 1921 | 1930 | 1950 | 1961 | 1970 | 1980 | 1991 | 2001 |
| -------------- | ---- | ---- | ---- | ---- | ---- | ---- | ---- | ---- | ---- | ---- | ---- | ---- | ---- |
| Počet obyvatel | 635  | 571  | 557  | 556  | 500  | 458  | 522  | 262  | 244  | 251  | 276  | 271  | 279  |

1. ↑  z toho: 3 Čechoslováci, 511 Němců; 483 řím. kat., 34 starokatol., 4 bez vyzn.

V Edrovicích je evidováno 113 adres, vesměs čísla popisná (trvalé objekty). Při sčítání lidu roku 2001 zde bylo napočteno 88 domů, z toho 69 trvale obydlených.

## Významní rodáci
- Karl Schinzel – inženýr, chemik a vynálezce barevné fotografie

## Fotogalerie

Edrovice
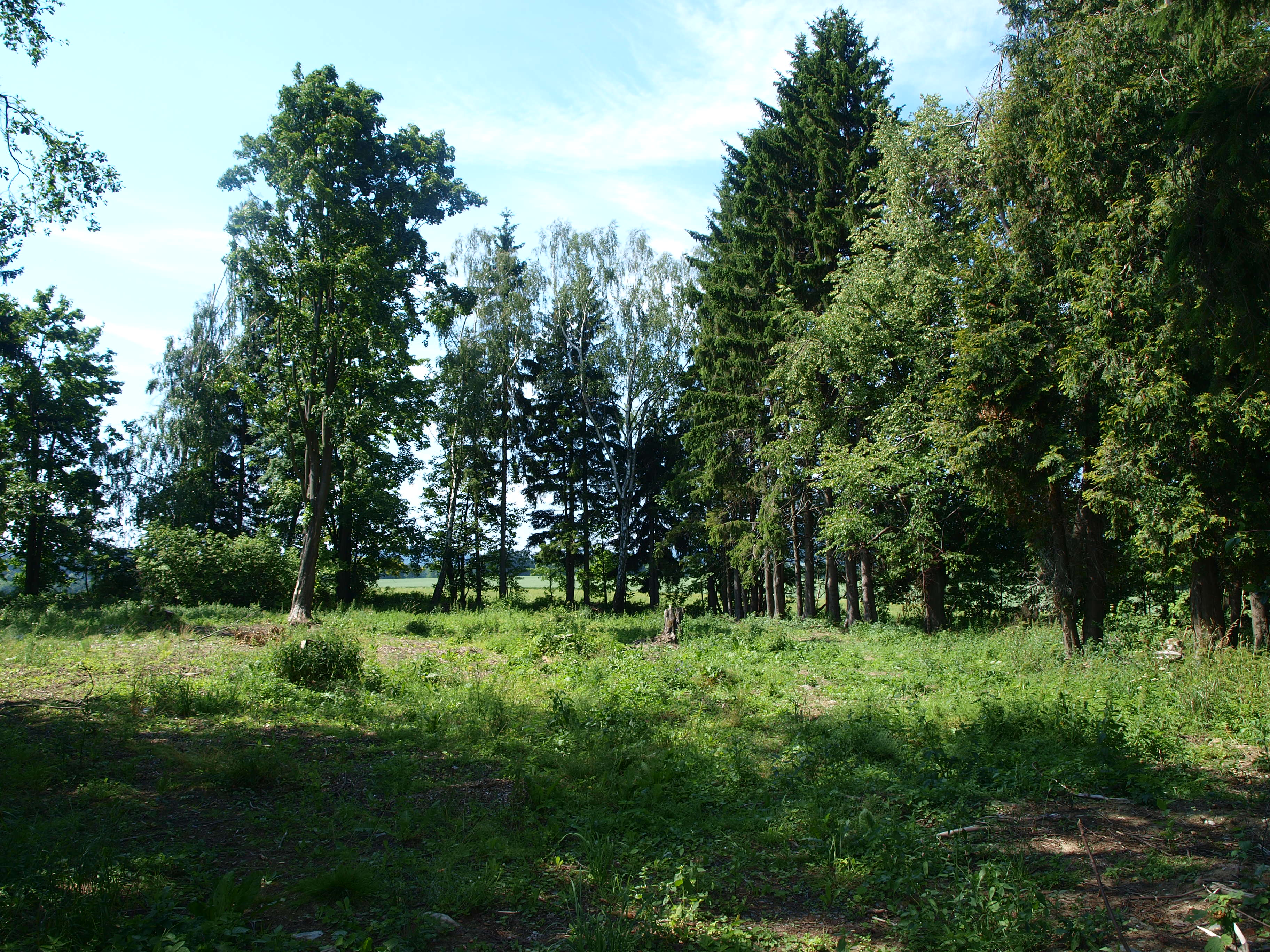
Hřbitov
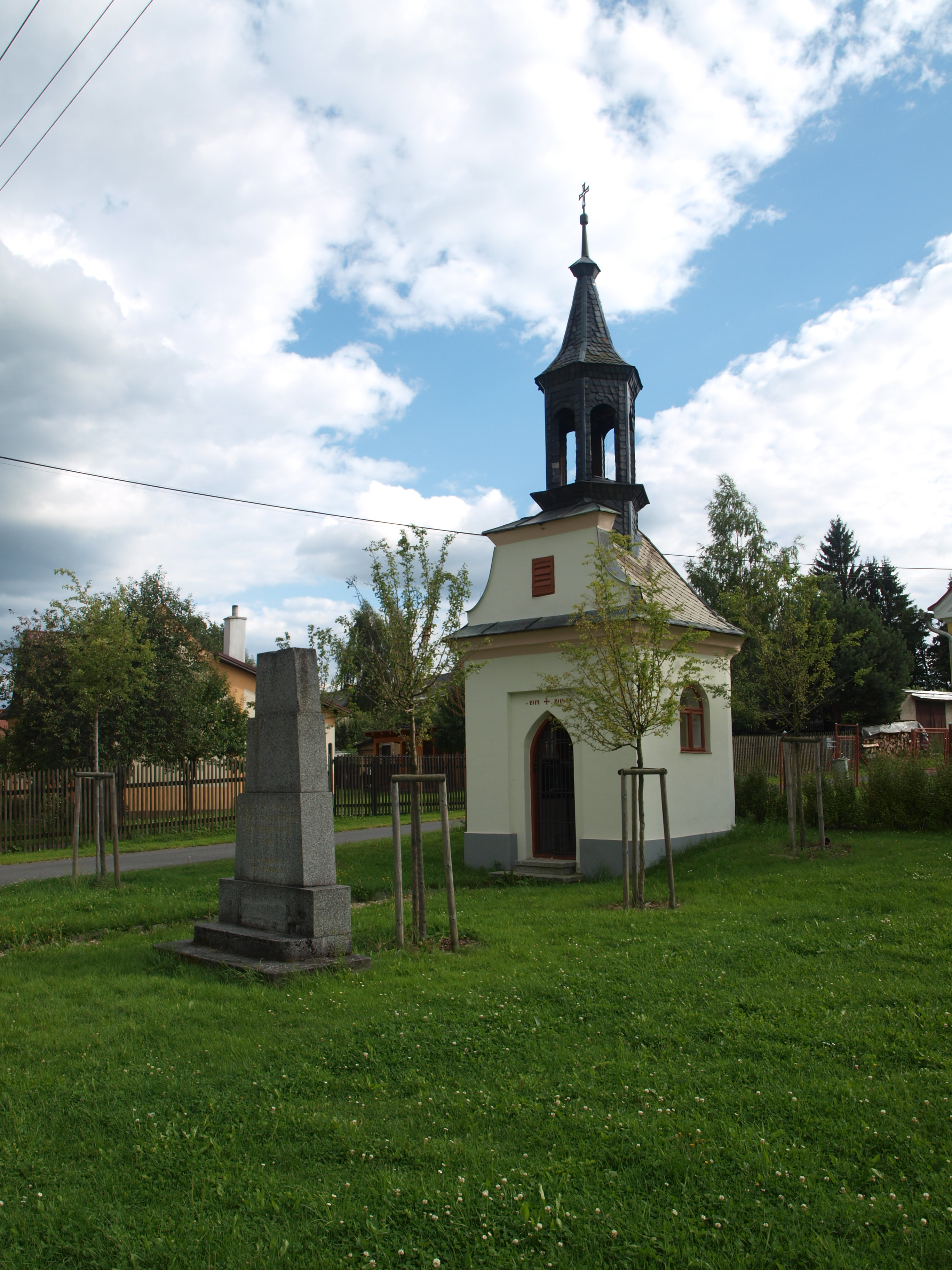
Kaplička
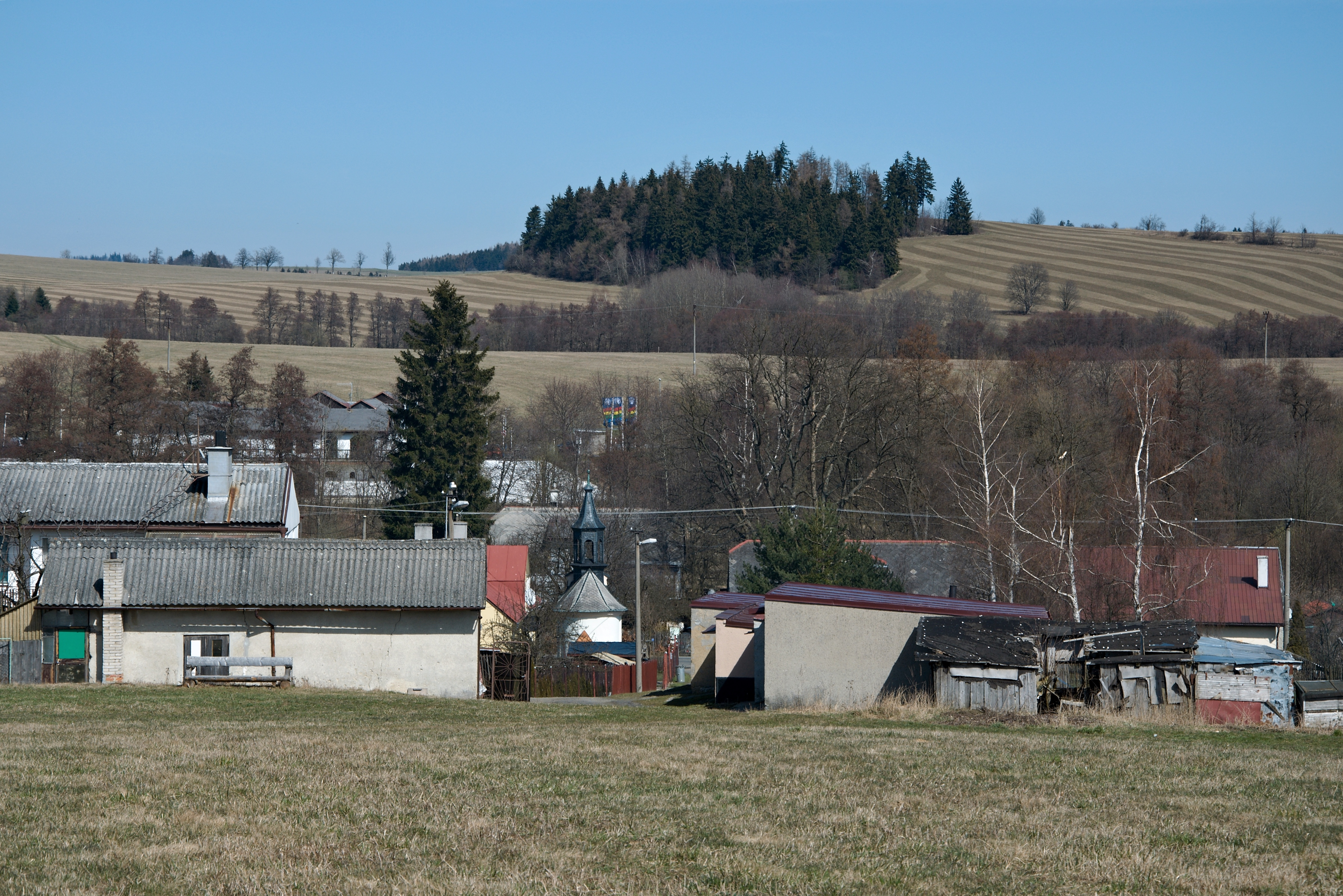
Pohled od jihu